# Aleksander Walmann
Aleksander Walmann Åsgården, conosciuto semplicemente Aleksander Walmann (Porsgrunn, 12 gennaio 1986), è un cantante e compositore norvegese.
Nel 2012, ha partecipato alla prima edizione di The Voice – Norges beste stemme, versione scandinava dell'omonimo programma, dove si è classificato secondo portandolo al successo nazionale. Ha rappresentato la Norvegia all'Eurovision Song Contest 2017 con il brano Grab the Moment, in collaborazione con il disc jockey JOWST, classificandosi decimo con 158 punti.

## Carriera
Nato nel comune di Porsgrunn, Walmann è cresciuto in una famiglia di musicisti. Prima di dedicarsi completamente alla musica, Aleksander è stato uno snowboarder a livello internazionale, passione che è nata quando aveva 13 anni.
Nel 2012, ha preso parte alla prima edizione di The Voice – Norges beste stemme, dove è entrato a far parte del team Sondre Lerche. Dopo aver superato le Battle Round, Aleksander accede ai Live, fino ad arrivare alla finale, dove alla fine si piazza al secondo posto dietro al vincitore Martin Halla. Nel 2014 ha doppiato la versione norvegese nel film d'animazione Rio 2 - Missione Amazzonia, lavorando anche agli adattamenti musicali in lingua della pellicola.
Nel 2017, ha partecipato al Melodi Grand Prix 2017 con il brano Grab the Moment in collaborazione con il disc jockey norvegese JOWST. Nella serata finale del programma vengono proclamati vincitori, ottenendo il diritto di rappresentare la Norvegia all'Eurovision Song Contest 2017 a Kiev.
Il duo si è esibito nella seconda semifinale della manifestazione, ottenendo la qualificazione alla finale, classificandosi quinti con 187 punti. Durante la serata finale, tenutasi il 13 maggio 2017, Aleksander si è classificato al decimo posto con 158 punti. Nel giugno 2017, prende parte alla sesta edizione del programma musicale norvegese Stjernekamp.
Nel 2018, prende nuovamente parte al Melodi Grand Prix, questa volta come solista con il brano Talk to the Hand, arrivando alla super finalissima a quattro.

## Filantropia
Nella notte del 23 luglio 2011, Aleksander ha scritto il suo primo singolo Don't Let Go (In This Together), in riferimento agli attacchi terroristici di Oslo ed Utøya del 22 luglio 2011 in Norvegia, affermando di supportare le vittime e di prendere parte ai concerti di beneficenza in onore alla causa.
L'anno successivo, devolve tutto il ricavato del singolo alla Croce Rossa Norvegese ed alla associazione Utøyastiftelsen, affermando di voler continuare a supportare le fondazioni anche in futuro.

## Discografia

### Singoli
- 2011 - Don't Let Go (In This Together)
- 2011 - Lio (feat. Chim1 & Obi One)
- 2012 - Finer Feelings
- 2013 - Få høre (Yeah) (feat. Chim1)
- 2013 - Do Something
- 2013 - The Winds Will Change (feat. Nicolai Herwell)
- 2013 - Sweet Moon
- 2014 - Echoes
- 2016 - Day by Day (Life 2016)
- 2018 - Talk to the Hand
- 2018 - Waiting for Your Love

#### Come featuring
- 2012 - Magi (Chim1 feat. Aleksander Walmann)
- 2015 - Bitter Tomorrow (Damien feat. Aleksander Walmann)
- 2015 - Step One (Sono & Etwas feat. Aleksander Walmann)
- 2016 - Broken Wings (Simon Field con Jamie feat. Aleksander Walmann)
- 2017 - Grab the Moment (JOWST feat. Aleksander Walmann)
- 2017 - Don't Wake Me Up (Quiet Disorder con Simon Field feat. Aleksander Walmann)
- 2017 - ThatFeeling (JOWST feat. Aleksander Walmann)
- 2020 - Into the Wild (JOWST feat. Aleksander Walmann)

## Doppiaggio

### Film d'animazione
- Roberto in Rio 2 - Missione Amazzonia